# رابین اتکین داونز
رابین اتکین داونز (انگلیسی: Robin Atkin Downes؛ زادهٔ ۶ سپتامبر ۱۹۷۶) یک هنرپیشه اهل بریتانیا است.
از فیلم‌ها یا برنامه‌های تلویزیونی که وی در آن نقش داشته است می‌توان به افسانه مورتال کامبت: انتقام اسکورپیون ، پرومتئوس، نبردناو، هانسل و گرتل: شکارچیان جادوگر، ملاقات با اسپارتی‌ها، سن آندریاس اشاره کرد.
او در بازی شاهزاده ایرانی صداپیشگی شاهزاده را داشته.